# Gare de Barnham
La gare de Barnham est une gare ferroviaire desservant la ville de Barnham au Royaume-Uni.